# Alexandrie (román)
Alexandrie (2009, Alexandria) je historický detektivní román anglické spisovatelky Lindsey Davisové. Jde o devatenáctý díl dvacetidílné knižní série, odehrávající se v antickém Římě za vlády císaře Vespasiana. Jejím hlavním hrdinou je soukromý informátor (vlastně soukromý detektiv) Marcus Didius Falco, který je také vypravěčem románu.

## Obsah románu
Román se odehrává na jaře roku 77. Falco odjíždí se svou rodinou na dovolenou do egyptské Alexandrie, proslulé jednak majákem na ostrově Faru, považovaným za div světa, který chce navštívit především Falconova žena Helena, jednak svou rozsáhlou knihovnou, kterou si nechce nechat ujít Falco. Doprovází je mladší Helenin bratr Aulus, který se rozhodl studovat v proslulém alexandrijském Múseionu, kde jako učitelé působili nejvýznamnější učenci té doby.
Všichni se ubytují u Falconova strýce a večer na hostině se seznámí s hlavním knihovníkem alexandrijské knihovny Theonem. Ale hned druhý den je Theon nalezen ve své pracovně mrtvý. Místním římským úřadům se do vyšetřování nechce a pověří jím Falcona. Falco tak brzy zjistí, že slavná knihovna je plná nejen vzácných svitků, ale i intrik, pletich, akademické řevnivosti a nenávisti. Ve studovně je nalezena další mrtvola, jeden student je sežrán krokodýly v místní zoologické zahradě, dojde i k nebezpečné honičce uvnitř hořícího majáku. Objeví se také Falconův otec, který je podezřelý z překupnictví ukradených svitků.

## Česká vydání
- Alexandrie (Praha: BB/art 2012), přeložila Petra Andělová.